# Nanako Matsumoto
Nanako Matsumoto (jap. 松本奈菜子 Matsumoto Nanako; ur. 3 września 1996) – japońska lekkoatletka specjalizująca się w biegach sprinterskich.
W 2013 zajęła szóste miejsce w biegu na 400 metrów oraz została brązową medalistką mistrzostw świata juniorów młodszych w sztafecie szwedzkiej. W 2014 zdobyła srebro igrzysk azjatyckich w biegu rozstawnym 4 × 400 metrów.
Rekord życiowy: bieg na 400 metrów – 52,56 (25 czerwca 2022, Ałmaty).

## Osiągnięcia
| Rok  | Impreza                               | Miejsce  | Konkurencja                      | Lokata               | Wynik   |
| ---- | ------------------------------------- | -------- | -------------------------------- | -------------------- | ------- |
| 2013 | Mistrzostwa świata juniorów młodszych | Donieck  | bieg na 400 metrów               | 6. miejsce           | 54,59   |
| 2013 | Mistrzostwa świata juniorów młodszych | Donieck  | sztafeta szwedzka                | 3. miejsce           | 2:07,61 |
| 2014 | Igrzyska azjatyckie                   | Inczon   | bieg na 400 metrów               | eliminacje           | 53,65   |
| 2014 | Igrzyska azjatyckie                   | Inczon   | sztafeta 4 × 400 metrów          | 2. miejsce           | 3:30,80 |
| 2019 | IAAF World Relays                     | Jokohama | sztafeta 4 × 400 metrów          | 7. miejsce (Finał B) | 3:35,12 |
| 2021 | World Athletics Relays                | Chorzów  | sztafeta 4 × 400 metrów          | eliminacje           | 3:35,26 |
| 2021 | World Athletics Relays                | Chorzów  | sztafeta mieszana 4 × 400 metrów | eliminacje           | 3:18,76 |
| 2022 | Mistrzostwa świata                    | Eugene   | sztafeta mieszana 4 × 400 metrów | eliminacje           | 3:17,31 |
| 2023 | Mistrzostwa Azji                      | Bangkok  | bieg na 400 metrów               | 5. miejsce           | 53,89   |
| 2023 | Mistrzostwa Azji                      | Bangkok  | sztafeta 4 × 400 metrów          | 4. miejsce           | 3:35,26 |
| 2023 | Mistrzostwa Azji                      | Bangkok  | sztafeta mieszana 4 × 400 metrów | 3. miejsce           | 3:15,71 |
| 2024 | Halowe mistrzostwa Azji               | Teheran  | bieg na 400 metrów               | 1. miejsce           | 55,14   |
| 2025 | Mistrzostwa Azji                      | Gumi     | bieg na 400 metrów               | 1. miejsce           | 52,17   |